# Paolo Lugli
Paolo Lugli (Carpi, 1956) è un ingegnere italiano, rettore della Libera Università di Bolzano dal 1º gennaio 2017 al 30 settembre 2024.

## Biografia
Laureato in fisica all'università di Modena nel 1979, si laureò successivamente in ingegneria elettrica alla Colorado State University, dove conseguì anche il dottorato nel 1985. Suo campo di ricerca sono la nanoelettronica e l'elettronica molecolare, oltre che il trasferimento tecnologico e di know-how e vanta oltre 350 pubblicazioni.
Fece poi ritorno in Italia: dapprima come assistente alla facoltà di fisica dell'università di Modena (1985-1988), poi come professore associato alla facoltà di ingegneria dell'Università di Roma Tor Vergata (1988-1993), e poi come professore ordinario, sempre a Tor Vergata.
Dal 2002 al 2016 ha avuto la cattedra di nanotecnologie all'Università Tecnica di Monaco, dove ha anche diretto la Facoltà di Elettrotecnica e Tecnologie dell’Informazione. Dal 2011 è membro della Deutsche Akademie der Technikwissenschaften. Durante questi anni il Prof. Lugli si è dedicato intensamente allo studio delle nanotecnologie, diventando uno dei maggiori esperti mondiali in ambito carbon nanotubes (CNT) e polymers (polimeri organici). I suoi studi, pubblicati sulle maggiori riviste scientifiche internazionali, hanno ricevuto nel corso degli anni un inequiparabile numero di citazioni.
Nel luglio del 2016 è stato nominato rettore della Libera Università di Bolzano, subentrando al sociologo Walter Lorenz. La sua entrata in carica, inizialmente prevista per il 1º ottobre 2016, è stata poi spostata al gennaio 2017.